# Dorcadion rolandmenradi
Dorcadion rolandmenradi är en skalbaggsart som beskrevs av Peks 1995. Dorcadion rolandmenradi ingår i släktet Dorcadion och familjen långhorningar. Inga underarter finns listade i Catalogue of Life.